# Nou moscada

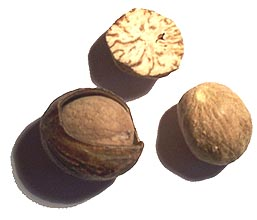
Nou moscada sencera i oberta

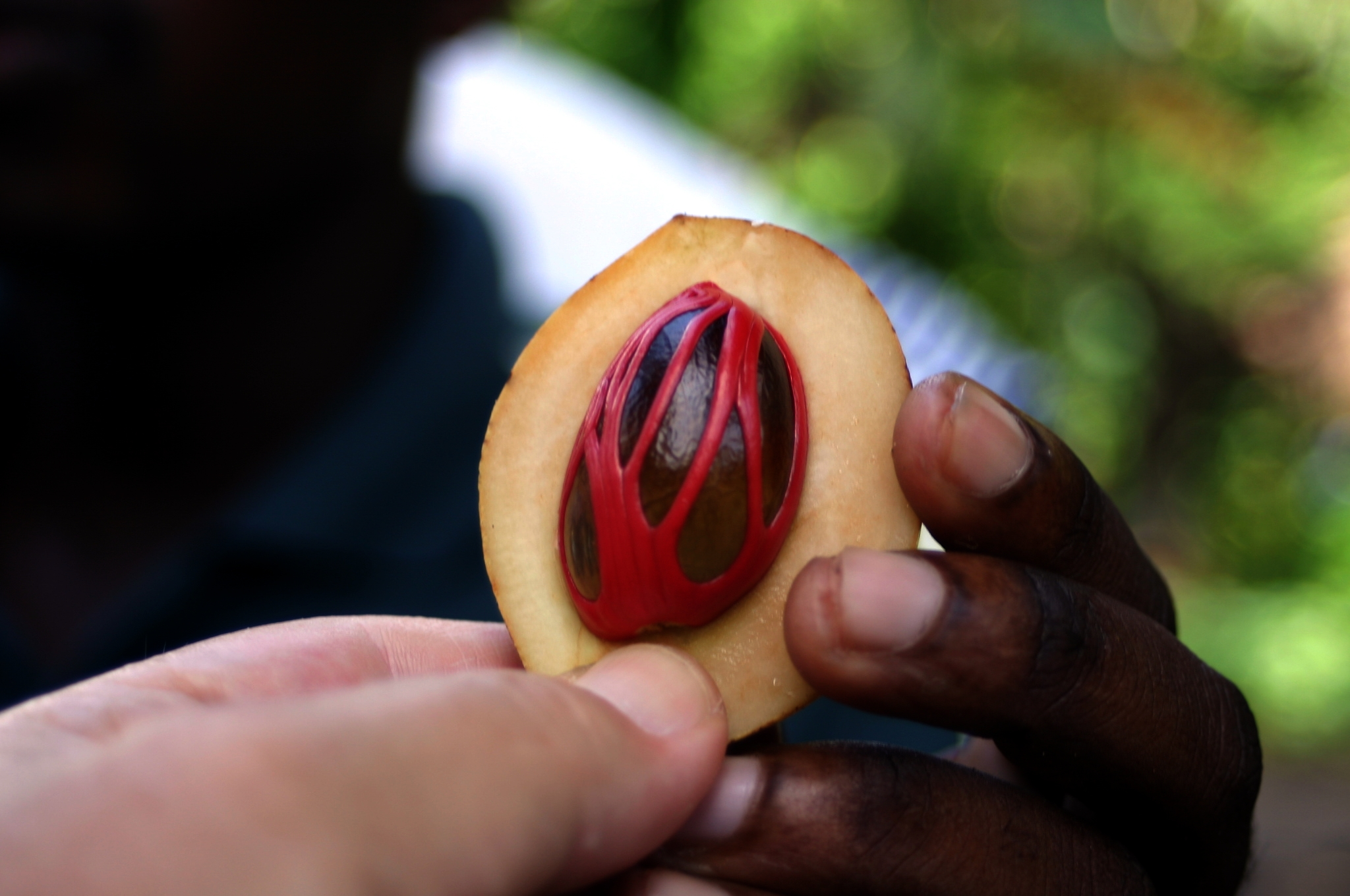
Al fruit obert hom pot observar el macís i la nou

La nou moscada es la llavor de l'arbre Myristica fragrans, que es fa servir com a espècia lleugerament picant i dolça. Originària de les illes Moluques, avui en dia s'utilitza a diverses gastronomies del món. També és apreciada per les seves propietats medicinals, i amb ella es pot fer oli o llard de nou moscada. Al llibre de cuina medieval Sent Soví, el més antic de la cuina catalana, es menciona una recepta amb nou moscada, la "salsa de paó".
La Nou Moscada és un ingredient típic a la cuina catalana, un dels usos més comuns de la nou moscada a la cuina catalana és en la preparació de la salsa beixamel, que serveix com a base per a plats tan emblemàtics com els canelons i les croquetes. L’aroma i el sabor subtilment dolç i especiat de la nou moscada complementen la cremositat de la salsa, fent-la més rica i saborosa.
També es fa servir en plats de carns guisades, especialment en receptes de carn picada o estofats, on contribueix a potenciar els sabors sense dominar-los. De la mateixa manera, pot aparèixer en algunes sopes i purés, aportant una calidesa especial, sobretot en preparacions a base de carabassa o patata.
En el terreny de les postres, la nou moscada pot ser un ingredient present a la crema de Sant Josep, una variant de la crema catalana que es consumeix especialment per Sant Josep, el 19 de març. La seva combinació amb altres espècies com la canyella ajuda a enriquir el perfil gustatiu de les postres tradicionals.
En definitiva, la nou moscada és una espècia que, tot i el seu ús discret, té un paper rellevant en la cuina catalana, afegint matisos subtils a diverses preparacions. Utilitzada amb moderació, pot marcar la diferència en plats tant salats com dolços, fent-los encara més saborosos i aromàtics.

## Particularitats
La nou moscada és la llavor interior de l'arbre Myristica fragrans. L'aril o membrana foradada roja que envolta la nou es comercialitza com una espècia separada, el macís, que després d'assecat, és molt apreciat a l'Índia i Sri Lanka. Tot i això, la nou moscada és més coneguda com a espècia arreu del món.
És un condiment de gran tradició en la cuina del sud-est asiàtic. Hi ha qui diu que va arribar a Europa de mà dels àrabs, encara que és probable que el seu ús fos encara més antic, ja que als temples romans la nou moscada ja era un dels ingredients cremats com a encens a les cerimònies religioses.
La nou moscada conté un oli essencial i és apreciada també com a producte medicinal a la medicina ayurvèdica i a moltes altres medicines casolanes tradicionals. Actualment, s'empra a la indústria farmacèutica, especialment com a aromatitzant en la fabricació de pasta de dents i com a ingredient als xarops contra la tos.

## Usos

### Gastronomia
S'utilitza seca i ratllada en quantitats petites per a aromatitzar begudes calentes, postres, compotes i altres fruites cuinades, pastissos i galetes. També es fa servir com a ingredient en salses salades com la beixamel i per a condimentar croquetes.
És un dels ingredients d'alguns tipus de curri de l'Índia i d'alguns plats de la cuina del Pròxim Orient, especialment a Turquia, Síria i el Líban.

### Medicina
És molt apreciada a la medicina aiurvèdica de l'Índia. La nou moscada ofereix diferents propietats medicinals, entre les quals: és carminativa, estimulant, analgèsica i afrodisíaca, i fins i tot psicotròpica en altes dosis.

## Altres
Nou Moscada es un nom el qual varis autors de musica fan t servir un el qua les nou moscada.